# Parapinanema
Parapinanema är ett släkte av rundmaskar. Parapinanema ingår i familjen Chromadoridae.